# Ben Mulroney

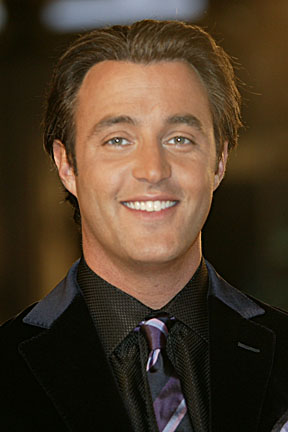
Ben Mulroney beim Toronto International Film Festival 2007

Benedict („Ben“) Martin Paul Mulroney (* 9. März 1976 in Québec) ist ein kanadischer Fernsehmoderator. Er ist das zweitälteste von vier Kindern des ehemaligen kanadischen Premierministers Brian Mulroney.
Bekannt geworden ist Mulroney insbesondere als Moderator der Talentshow Canadian Idol auf dem Fernsehsender CTV, dem kanadischen Pendant zu Pop Idol und Deutschland sucht den Superstar. Daneben moderiert er, ebenfalls auf CTV, das tägliche Unterhaltungsmagazin eTalk. Er studierte an der Université Laval Recht und an der Duke University Geschichte. Darüber hinaus ist er nationaler UNICEF-Botschafter. Vor seiner Fernsehtätigkeit schrieb er Kolumnen für die Zeitung Toronto Sun; diese ist Teil des Quebecor-Konzerns, dessen Aufsichtsrat sein Vater angehört.
Mulroneys gehört zu einer Gruppe mehrerer Kinder ehemaliger Premierminister, die um das Jahr 2000 zu national bekannten Medienpersönlichkeiten wurden. Die anderen sind Catherine Clark (Tochter von Joe Clark) sowie Justin Trudeau und Alexandre Trudeau (Söhne von Pierre Trudeau).